# 북아메리카의 마천루 목록
북아메리카의 마천루 목록은 높이에 따라 마천루의 순위를 매긴다. 미국은 1885년 시카고에서 세워진 세계 최초의 초고층 빌딩(마천루)과 함께 초고층 건물의 발상지로 간주된다. 그 이후 미국은 세계에서 가장 높은 마천루가 있는 곳이다. 뉴욕, 특히 맨해튼 자치구는 북미 지역에서 가장 높은 스카이라인을 자랑한다. 북미 지역의 11개 건물 (모두 미국)은 세계에서 가장 높은 마천루으로 뉴욕에서 9개의 건물을 보유하고 있다. 캐나다와 멕시코는 특히 토론토와 멕시코 시티에서 초고층 건물의 건설을 보았다. 또한, 파나마 시티는 초고층 빌딩 활동의 온실로 떠오르고 있으며, 현재 높이가 150 미터가 넘는 총 49개의 건물이 있다.

## 북아메리카에서 가장 높은 마천루
이 목록은 첨탑 및 건축 세부사항이 포함되어 있지만 안테나 마스트는 제외된 표준 높이 측정을 기준으로 북미 지역에서 완공되고 토핑 아웃된 건물을 높이 235 미터 (771 피트) 이상으로 평가한 것이다. 등급 뒤에 오는 등호 (=)는 두 개 이상의 건물 사이에서 동일한 높이를 나타낸다. "연도" 열은 마천루가 완공된 연도를 나타낸다. 이 목록에는 중앙 아메리카가 포함된다. 카리브해의 어떤 국가도 200 미터 이상의 건물을 가지고 있지 않는다.

이 목록에 있는 115개 건물 중 뉴욕에 거주하는 건물은 38개(33%)다. 시카고에는 15개가 더 있고, 파나마시티에는 미국 밖에 9개의 건물이 가장 많다. 미국 도시에는 235 미터 높이의 건물 92개가 있는 대다수의 건물이 있다.
| 순위 | 이름                                              | 사진 | 도시                      | 나라   | 높이 m (ft)   | 층수                           | 연도      | 비고 |
| ---- | ------------------------------------------------- | ---- | ------------------------- | ------ | ------------- | ------------------------------ | --------- | --- |
| 1    | 원 월드 트레이드 센터                             |      | 뉴욕                      | 미국   | 541 (1,776)   | 94                             | 2014      | 2014년 11월 3일에 완성되어 서반구에서 가장 높은 마천루가 되었다. 계획 단계에서 간단히 프리덤 타워라고 불렀다. 세계에서 6번째로 높은 마천루이다. |
| 2    | 윌리스 타워 †                                     |      | 시카고                    | 미국   | 442.1 (1,451) | 110                            | 1974      | 이전에는 시어스 타워(Sears Tower)로 알려져 있었지만 아직도 흔히 알려져 있다. 그것은 1974년부터 1998년까지 세계에서 가장 높은 건물이었다. 서반구에서 두 번째로 높은 건물이며 세계에서 21번째로 높은 마천루이다. 안테나를 세지 않고 서반구에서 지붕 높이로 가장 높은 건물이다.       |
| 3    | 432 파크 애비뉴                                   |      | 뉴욕                      | 미국   | 426 (1,396)   | 96                             | 2015      | 2014년 10월에 1위를 차지했다. 432 파크 애비뉴(Park Avenue)는 세계에서 가장 높은 25번째로 큰 건물이자 세계에서 가장 높은 주거용 건물이다. 거리 주소로만 알려진 세계에서 가장 높은 건물이다.                                                                                         |
| 4    | 트럼프 인터내셔널 호텔 앤드 타워                  |      | 시카고                    | 미국   | 423 (1,389)   | 98                             | 2009      | 세계에서 27번째로 높은 건물 |
| 5    | 30 허드슨 야드                                    |      | 뉴욕                      | 미국   | 387 (1,268)   | 101                            | 2019      | 세계에서 37번째로 높은 건물 |
| 6    | 엠파이어 스테이트 빌딩 †                          |      | 뉴욕                      | 미국   | 381 (1,250)   | 102                            | 1931      | 세계에서 43번째로 높은 건물; 1931년부터 1972년까지 세계에서 가장 높은 건물; 1931년부터 1967년까지 세계에서 가장 높은 사람이 만든 구조; 100개가 넘는 층을 포함하도록 세계 최초 건축; 1930년대 미국과 세계에서 가장 높은 건물이다.                                                   |
| 7    | 뱅크 오브 아메리카 타워                           |      | 뉴욕                      | 미국   | 366 (1,200)   | 55                             | 2009      | 뉴욕에서 다섯 번째로 높은 건물 |
| 8    | Aon 센터                                          |      | 시카고                    | 미국   | 346 (1,136)   | 83                             | 1973      | 이전에는 스탠더드 오일 빌딩으로 알려져있었다. |
| 9    | 존 핸콕 센터                                      |      | 시카고                    | 미국   | 344 (1,127)   | 100                            | 1969      | 존 핸콕 센터 (John Hancock Center)로 알려진 거의 50년 동안: 그것은 세계 최초의 트러스 형튜브 건물이다. 세계에서 가장 높은 주거 단위 중 일부를 포함한다. 1960년대에 세계에서 가장 높은 건물이었으며, 당시 세계에서 가장 높은 절벽 높이였다.                                         |
| 10   | 컴캐스트 테크놀로지 센터                          |      | 필라델피아                | 미국   | 342 (1,121)   | 60                             | 2018      | 필라델피아와 펜실베니아에서 가장 높은 빌딩이다. 뉴욕과 시카고 밖에서 가장 높은 건물이다. 2017년 11월 27일에 정상을 달성했다. |
| 11   | 윌셔 그랜드 센터                                  |      | 로스앤젤레스              | 미국   | 335 (1,099)   | 73                             | 2017      | 로스앤젤레스와 캘리포니아에서 가장 높은 건물과 미시시피강 서쪽에서 가장 높은 건물이다. 2016년 9월 3일에 정상을 차지했다. |
| 12   | 쓰리 월드 트레이드 센터                           |      | 뉴욕                      | 미국   | 329 (1,079)   | 80                             | 2018      | 2016년 6월 23일에 정상을 차지했다. |
| 13   | 세일즈포스 타워                                   |      | 샌프란시스코              | 미국   | 326 (1,070)   | 60                             | 2018      | 샌프란시스코에서 가장 높은 건물과 시카고의 서쪽 옥상 높이에서 가장 높은 건물. 미시시피 서쪽으로 두 번째로 높은 건물이다. |
| 14   | 53W53                                             |      | 뉴욕                      | 미국   | 320 (1,050)   | 77                             | 2018      | 2014년 건설이 시작되었다. |
| 15=  | 크라이슬러 빌딩 †                                 |      | 뉴욕                      | 미국   | 319 (1,046)   | 77                             | 1930      | 1930년부터 1931년까지 세계에서 가장 높은 인조 구조 높이가 1,000 피트가 넘는 건물이다. 세계에서 가장 높은 벽돌 건물이다. |
| 15=  | 뉴욕 타임즈 빌딩                                  |      | 뉴욕                      | 미국   | 319 (1,046)   | 52                             | 2007      | 타임 타워라고도 한다. 미국에서 최초의 고층 빌딩으로 세라믹 선스크린 커튼월이 있다. |
| 17   | 뱅크 오브 아메리카 플라자                         |      | 애틀랜타                  | 미국   | 311 (1,023)   | 55                             | 1992      | 애틀란타 및 미국 남부에 있는 가장 키 큰 건물; 주 수도에 위치한 가장 높은 건물 |
| 18   | U.S. 뱅크 타워                                    |      | 로스앤젤레스              | 미국   | 310 (1,018)   | 73                             | 1989      | 로스엔젤레스에서 가장 높은 두 번째 건물과 캘리포니아에서 가장 높은 세 번째 건물이다. 1989년부터 2017년까지 미시시피 강 서쪽에서 가장 높은 건물이다. 이전에는 지붕 위에 헬리콥터가 있는 세계에서 가장 높은 건물이었다. 현재 중국 제3국제무역센터 및 광저우 국제금융센터 뒤의 3위다. |
| 19   | 35 허드슨 야드                                    |      | 뉴욕                      | 미국   | 308 (1,009)   | 72                             | 2019      | [ 39 ] |
| 20   | 프랭킨 센터                                       |      | 시카고                    | 미국   | 307 (1,007)   | 60                             | 1989      | 원래 1989년 취임식에 AT&T Corporate Center로 알려진 이 이름은 2004년에 티쉬만 슈파이어가 건물과 인접한 USG 단지를 인수한 후에 변경되었다. |
| 21   | 원 57                                             |      | 뉴욕                      | 미국   | 306 (1,005)   | 75                             | 2014      | 뉴욕에서 가장 높은 혼합 주거 (호텔) 마천루 |
| 22   | JP 모건 체스 타워                                 |      | 휴스턴                    | 미국   | 305 (1,002)   | 75                             | 1982      | 휴스턴과 텍사스에서 가장 높은 빌딩. 세계에서 가장 높은 5면체 건물 1989년까지 미시시피 강 서쪽으로 가장 높은 건물이다. |
| 23=  | 투 프루덴셜 플라자                                |      | 시카고                    | 미국   | 303 (995)     | 64                             | 1990      | [ 46 ] [ 47 ] |
| 23=  | 원 맨해튼 웨스트                                  |      | 뉴욕                      | 미국   | 303 (995)     | 67                             | 2019      | [ 48 ] |
| 25   | 웰스 파고 플라자                                  |      | 휴스턴                    | 미국   | 302 (992)     | 71                             | 1983      | [ 49 ] [ 50 ] |
| 26   | 퍼스트 캐나디안 플레이스                          |      | 토론토                    | 캐나다 | 298 (978)     | 83                             | 1975      | 토론토, 온타리오 및 캐나다에서 가장 높은 건물이다. |
| 27   | 포 월드 트레이드 센터                             |      | 뉴욕                      | 미국   | 298 (977)     | 72                             | 2013      | 150 그리니치 스트리트라고도 한다. |
| 28   | 컴캐스트 센터                                     |      | 필라델피아                | 미국   | 297 (975)     | 58                             | 2007      | 필라델피아에서 두 번째로 높은 건물. 펜실베니아에서 두 번째로 높은 건물 |
| 29=  | JW 매리어트 파나마                                |      | 파나마시티                | 파나마 | 293 (961)     | 68                             | 2011      | 파나마와 중앙 아메리카에서 가장 높은 건물이다. |
| 29=  | 311 사우스 워커 드라이브                          |      | 시카고                    | 미국   | 293 (961)     | 65                             | 1990      | 미국에서 가장 높은 철근 콘크리트 건물이다. |
| 31   | 70 파인 스트리트                                  |      | 뉴욕                      | 미국   | 290 (952)     | 66                             | 1932      | 현재 644개의 임대 주택과 132개의 호텔 객실을 갖춘 주거용 초고층 건물로 전환중 |
| 32   | 220 센트럴 파크 사우스 *                          |      | 뉴욕                      | 미국   | 290 (950)     | 66                             | 2017      | [ 60 ] |
| 33   | 키 타워                                           |      | 클리블랜드                | 미국   | 289 (947)     | 57                             | 1991      | 클리블랜드와 오하이오에서 가장 높은 빌딩. 시카고 외곽의 미국 중서부에서 가장 높은 건물. 2007년 컴캐스트 센터 준공까지 뉴욕과 시카고 사이의 미국에서 가장 높은 건물 |
| 34   | 원 리버티 플레이스                                |      | 필라델피아                | 미국   | 288 (945)     | 61                             | 1987      | 필라델피아의 첫번째 건물은 86년 전에 완공 된 필라델피아 시청사보다 키가 큰 건물이었다. |
| 35   | 컬럼비아 센터                                     |      | 시애틀                    | 미국   | 284 (937)     | 76                             | 1985      | 시애틀과 워싱턴에서 가장 높은 건물이다. 웨스트 코스트에서 네 번째로 높은 건물. 마루 수의 측면에서 미시시피 강 서쪽으로 가장 높은 건물이다. 웨스트 코스트와 미시시피 서쪽에서 가장 높은 전망대다.                                                                                   |
| 36   | 40 웰 스트리트 †                                  |      | 뉴욕                      | 미국   | 283 (927)     | 70                             | 1930      | 크라이슬러 빌딩 완공까지 1930년 개월 동안 세계에서 가장 높은 빌딩. 트럼프 빌딩이라고도 한다. |
| 37   | 포 시즌스 호텔 뉴욕 다운타운                      |      | 뉴욕                      | 미국   | 282 (926)     | 82                             | 2016      | 2015년 3월 3 일에 정상을 차지했다. |
| 38   | 비트리 타워                                       |      | 파나마시티                | 파나마 | 281 (922)     | 75                             | 2012      | |
| 39   | 뱅크 오브 아메리카 플라자                         |      | 댈러스                    | 미국   | 281 (921)     | 72                             | 1985      | 댈라스에서 가장 높은 건물 |
| 40   | 토레 KOI                                          |      | 산 페드로 가르자 가르시아 | 멕시코 | 280 (917)     | 64                             | 2017      | 멕시코에서 가장 높은 건물이다. |
| 41   | 시티그룹 센터                                     |      | 뉴욕                      | 미국   | 279 (915)     | 59                             | 1977      | [ 73 ] [ 74 ] |
| 42=  | 125 그리니치 스트리트                             |      | 뉴욕                      | 미국   | 278 (912)     | 77                             | 2020      | 이전 예상 높이에서 수정되었다. 2019년 3월에 정상을 차지했다. |
| 42=  | 15 허드슨 야드                                    |      | 뉴욕                      | 미국   | 278 (912)     | 70                             | 2018      | 2018년 2월에 1위를 차지했다. |
| 44   | 더 세인트 레지스 토론토                           |      | 토론토                    | 캐나다 | 277 (908)     | 57                             | 2012      | |
| 45   | 스코티아 플라자                                   |      | 토론토                    | 캐나다 | 275 (905)     | 68                             | 1988      | |
| 46   | 윌리엄스 타워                                     |      | 휴스턴                    | 미국   | 275 (901)     | 64                             | 1983      | 도시의 중앙 비즈니스 지구 밖에 위치한 세계에서 가장 높은 건물 |
| 47   | 오로라                                            |      | 토론토                    | 캐나다 | 272 (892)     | 78                             | 2014      | |
| 48   | 르네상스 타워                                     |      | 댈러스                    | 미국   | 270 (886)     | 56                             | 1974      | 원래는 710 피트 (216 m)의 높이에서 지어짐; 옥상 첨탑은 1987년에 추가되어 건축물의 높이를 886 피트 (270 m)으로 증가시켰다. |
| 49   | 10 허드슨 야드                                    |      | 뉴욕                      | 미국   | 268 (878)     | 52                             | 2016      | 2015년 10월에 1위를 차지했다. |
| 50   | 더 포인트                                         |      | 파나마시티                | 파나마 | 266 (873)     | 65                             | 2011      | |
| 51   | 스타 베이 타워                                    |      | 파나마시티                | 파나마 | 262 (860)     | 65                             | 2013      | |
| 52   | 뱅크 오브 아메리카 코퍼레이트 센터                |      | 샬럿                      | 미국   | 265 (871)     | 60                             | 1992      | 샬럿에서 가장 높은 건물과 캐롤라이나; 애틀란타 또는 택사스의 이상으로 미국 남부에 있는 가장 키 큰 건물이다. |
| 53   | 8 스프루스 스트리트                               |      | 뉴욕                      | 미국   | 265 (870)     | 76                             | 2011      | 벡맨 타워와 뉴욕으로 알려진 게리다. |
| 54   | 900 노스 미시간                                   |      | 시카고                    | 미국   | 265 (869)     | 66                             | 1989      | [ 87 ] [ 88 ] |
| 55=  | 파노라마 타워                                     |      | 마이애미                  | 미국   | 265 (868)     | 82                             | 2017      | 마이애미와 플로리다 주에서 가장 높은 건물이다. |
| 55=  | 체이스 타워                                       |      | 시카고                    | 미국   | 265 (868)     | 60                             | 1969      | [ 90 ] [ 91 ] |
| 57   | 선 트러스트 플라자                                |      | 애틀랜타                  | 미국   | 264 (867)     | 60                             | 1992      | [ 92 ] [ 93 ] |
| 58   | 트럼프 월드 타워                                  |      | 뉴욕                      | 미국   | 262 (861)     | 72                             | 2001      | 2001년부터 2002년까지 세계에서 가장 높은 주거용 건물 |
| 59   | 워터 타워 플레이스                                |      | 시카고                    | 미국   | 262 (859)     | 74                             | 1976      | [ 96 ] [ 97 ] |
| 59=  | 아쿠아                                            |      | 시카고                    | 미국   | 262 (859)     | 82                             | 2009      | 여성이 설계한 세계에서 가장 높은 건물. |
| 61   | 센터                                              |      | 로스앤젤레스              | 미국   | 261 (858)     | 62                             | 1973      | 1973년부터 1982년까지 미시시피강 서쪽에서 미국에서 가장 높은 건물 |
| 62   | TD 캐나다 트러스트 타워                           |      | 토론토                    | 캐나다 | 261 (856)     | 53                             | 1990      | |
| 63   | 트랜스아메리카 피라미드                           |      | 샌프란시스코              | 미국   | 260 (853)     | 48                             | 1972      | 샌프란시스코에서 2번째로 높은 건물; 1972년부터 1974년까지 미시사피 강 서쪽의 미국 서쪽에서 가장 높은 건물 |
| 64   | 30 록펠러 플라자                                  |      | 뉴욕                      | 미국   | 259 (850)     | 69                             | 1933      | [ 105 ] [ 106 ] |
| 65   | 투 리버티 플레이스                                |      | 필라델피아                | 미국   | 258 (848)     | 58                             | 1990      | [ 107 ] [ 108 ] |
| 66   | 원 맨해튼 스퀘어 *                                |      | 뉴욕                      | 미국   | 258 (847)     | 72                             | 2019      | [ 109 ] |
| 67   | 원 블로어                                         |      | 토론토                    | 캐나다 | 257 (844)     | 75                             | 2015      | |
| 67=  | 원 벤네트 파크                                    |      | 시카고                    | 미국   | 257 (844)     | 67                             | 2019      | [ 110 ] [ 111 ] |
| 67=  | 파크 타워                                         |      | 시카고                    | 미국   | 257 (844)     | 67                             | 2000      | [ 112 ] [ 113 ] |
| 67=  | 데본 에너지 센터 (오클라호마시티)데본 에너지 센터 |      | 오클라호마시티            | 미국   | 257 (844)     | 52                             | 2012      | 오클라호마 시티에서 가장 높은 건물. 오클라호마에서 가장 높은 건물; "평야"(플레인스 스테이트)에서 가장 높은 건물 |
| 71   | U.S. 스틸 타워                                    |      | 피츠버그                  | 미국   | 256 (841)     | 64                             | 1971      | 피츠버그에서 가장 높은 건물; 그것의 고도 또는 더 키 큰 세계에 있는 가장 큰 지붕 |
| 72   | 타워 파이낸셜 센터                                |      | 파나마시티                | 파나마 | 255 (837)     | 75                             | 2011      | |
| 73   | 스탠텍 타워                                       |      | 에드먼턴                  | 캐나다 | 251 (823)     | 66                             | 2018/2019 | 에드먼턴에서 가장 높은 빌딩. 알버타에서 가장 높은 건물이다. |
| 74   | 56 레오나드 스트리트                              |      | 뉴욕                      | 미국   | 250 (821)     | 57                             | 2016      | 2015년 7월에 1위를 차지했다. |
| 75   | 원 아틀란틱 센터                                  |      | 애틀랜타                  | 미국   | 250 (820)     | 50                             | 1987      | IBM 타워라고도 한다. |
| 76   | 더 레거시 앗 밀레니엄 파크                        |      | 시카고                    | 미국   | 249 (818)     | 72                             | 2009      | |
| 77   | 시티스파이어 센터                                 |      | 뉴욕                      | 미국   | 248 (814)     | 75                             | 1987      | |
| 78   | 28 리버티 스트리트                                |      | 뉴욕                      | 미국   | 248 (813)     | 60                             | 1960      | |
| 79   | 세일즈포스 타워                                   |      | 인디애나폴리스            | 미국   | 247 (811)     | 49                             | 1990      | 인디애나폴리스에 있는 가장 키 큰 건물; 시카고와 클리블랜드 외곽의 중서부에서 가장 높은 건물 |
| 80=  | 브룩필드 플레이스 이스트                          |      | 캘거리                    | 캐나다 | 247 (810)     | 56                             | 2017      | |
| 80=  | 아트 타워                                         |      | 파나마시티                | 파나마 | 247 (810)     | 78                             | 2013      | |
| 82   | 토레 레포르마                                     |      | 멕시코시티                | 멕시코 | 246 (807)     | 57                             | 2016      | 멕시코 시티에서 가장 높은 건물. |
| 83   | 4 타임스 스퀘어                                   |      | 뉴욕                      | 미국   | 247 (809)     | 48                             | 1999      | 일컬어 4 타임스 스퀘어 |
| 84=  | 메트라이프 빌딩                                   |      | 뉴욕                      | 미국   | 246 (808)     | 59                             | 1963      | 이전에는 팬암(PanAm) 빌딩으로 알려져 있었다. |
| 84=  | 블룸버그 타워                                     |      | 뉴욕                      | 미국   | 246 (806)     | 54                             | 2005      | |
| 84=  | 오션 투                                           |      | 파나마시티                | 파나마 | 246 (806)     | 73                             | 2010      | |
| 87   | 181 프리몬트                                      |      | 샌프란시스코              | 미국   | 802 (245)     | 54                             | 2017      | 미시시피 강 서쪽에서 두 번째로 높은 혼합 주거용 건물. |
| 88   | F&F 타워                                          |      | 파나마시티                | 파나마 | 243 (797)     | 52                             | 2011      | |
| 89   | 펄 타워                                           |      | 파나마시티                | 파나마 | 242 (794)     | 70                             | 2012      | |
| 90   | 차풀테펙 우노                                     |      | 멕시코시티                | 멕시코 | 242 (793)     | 58                             | 2019      | |
| 91=  | IDS 타워                                          |      | 미니애폴리스              | 미국   | 241 (792)     | 57                             | 1973      | 미니애폴리스에서 가장 높은 건물 |
| 91=  | BNY 멜론 센터                                     |      | 필라델피아                | 미국   | 241 (792)     | 54                             | 1990      | |
| 91=  | 울워스 빌딩 †                                     |      | 뉴욕                      | 미국   | 241 (792)     | 57                             | 1913      | 1913년부터 1930년까지 세계에서 가장 높은 건물. 1910년대 미국과 세계에서 가장 높은 건물 |
| 91=  | 111 머레이 스트리트 *                             |      | 뉴욕                      | 미국   | 241 (792)     | 58                             | 2018      | [ 131 ] |
| 95   | 존 핸콕 센터                                      |      | 보스턴                    | 미국   | 241 (790)     | 60                             | 1976      | 보스턴과 뉴잉글랜드에서 가장 높은 건물 |
| 96   | 포 시즌스 호텔 & 타워                             |      | 마이애미                  | 미국   | 240 (789)     | 64                             | 2003      | 마이애미와 플로리다에 있는 두번째로 높은 건물 |
| 97   | 코메리카 뱅크 타워                                |      | 댈러스                    | 미국   | 240 (787)     | 60                             | 1987      | 이전에는 뱅크 원 센터 및 체이스 센터로 알려져 있었다. |
| 98   | 듀크 에너지 센터                                  |      | 샬럿                      | 미국   | 240 (786)     | 48 (기계식 마루와 합하면 54층) | 2010      | 샬럿과 노스캐롤라이나에서 2번째로 높은 건물 |
| 99   | 300 노스 라살레                                   |      | 시카고                    | 미국   | 239 (785)     | 60                             | 2009      | [ 139 ] [ 140 ] |
| 100  | 커머스 코스 웨스트                                |      | 토론토                    | 캐나다 | 239 (784)     | 57                             | 1973      | |
| 101  | 골드만 삭스 타워                                  |      | 저지시티                  | 미국   | 238 (781)     | 42                             | 2004      | 저지시티와 뉴저지에서 가장 높은 빌딩 |
| 101= | 520 파크 애비뉴 *                                 |      | 뉴욕                      | 미국   | 238 (781)     | 54                             | 2018      | [ 143 ] |
| 103  | 뱅크 오브 아메리카 센터                           |      | 휴스턴                    | 미국   | 238 (780)     | 56                             | 1983      | [ 144 ] [ 145 ] |
| 104  | 더 바우                                           |      | 캘거리                    | 캐나다 | 237 (779)     | 57                             | 2012      | |
| 104= | 555 캘리포니아 스트리트                           |      | 샌프란시스코              | 미국   | 237 (779)     | 52                             | 1969      | 1969년에서 1972년까지 서해안에서 가장 높은 건물. 2005년 뱅크 오브 아메리카 센터에서 이름이 변경되었다. 1960년대에이 도시에서 가장 높은 건물이 건설되었다. |
| 106= | 원 월드와이드 플라자                              |      | 뉴욕                      | 미국   | 237 (778)     | 50                             | 1989      | [ 148 ] |
| 106= | 50 웨스트 스트리트                                |      | 뉴욕                      | 미국   | 237 (778)     | 63                             | 2016      | 2015년 10월에 1위를 차지했다. |
| 106= | 55 허드슨 야드 *                                  |      | 뉴욕                      | 미국   | 237 (778)     | 51                             | 2018      | [ 152 ] |
| 109  | 매디슨 스퀘어 파크 타워 *                         |      | 뉴욕                      | 미국   | 237 (777)     | 64                             | 2017      | 토핑 아웃 |
| 110  | 카펠라 타워                                       |      | 미니애폴리스              | 미국   | 237 (776)     | 56                             | 1992      | 이전에 퍼스트 뱅크 플레이스 및 US 밴코프 타워로 알려짐 |
| 111  | 웰스 파고 센터                                    |      | 미니애폴리스              | 미국   | 236 (775)     | 57                             | 1988      | |
| 112  | 1201 씨드 애비뉴                                  |      | 시애틀                    | 미국   | 235 (772)     | 55                             | 1988      | 이전에 워싱턴 뮤추얼 타워(Washington Mutual Tower)로 알려짐 |
| 113= | 토레 BBVA 밴커머                                  |      | 멕시코시티                | 멕시코 | 235 (771)     | 50                             | 2015      | |
| 113= | 터미널 타워                                       |      | 클리블랜드                | 미국   | 235 (771)     | 52                             | 1930      | 1964년 보스턴에서 푸르덴셜 타워(Prudential Tower)가 완성될 때까지 뉴욕 밖에서 북미에서 가장 높은 건물이다. 1930년 6월 28일 공식적으로 헌납되었을 때 세계에서 4 번째로 높은 건물이다.                                                                                               |

## 같이 보기
- 마천루 목록